# Oak (Nebraska)
Oak – wieś w Stanach Zjednoczonych, w stanie Nebraska, w hrabstwie Nuckolls.
Oak zostało nazwane od pobliskiego potoku Oak Creek.